# 小野村 (長野県)
小野村（おのむら）は、長野県上伊那郡にあった村である。現在の辰野町小野地区にあたる。

## 地理
- 山 - 鶴ヶ峰、霧訪山
- 河川 - 小野川、駒沢川

## 交通
- 鉄道 - 日本国有鉄道中央本線 小野駅
- 道路 - 国道153号

## 歴史
- 1889年（明治22年）4月1日 - 町村制の施行により、近世以来の小野村が単独で自治体を形成する
- 1961年（昭和36年）3月31日 - 小野村を廃止し、辰野町に編入合併する

## 出身著名人
- 小沢兵輔（信州名鉄運輸創立者）
- 小野光景（実業家）
- 小野光賢（実業家）
- 宇治達郎（医師、胃カメラの開発者の一人）